# KORAILパス
KORAILパス（コレールパス、KORAIL PASS）は、韓国鉄道公社（KORAIL）が韓国を訪れる外国人向けに発行している周遊乗車券。旧称、コリアレールパス（KOREA RAIL PASS、KRパス）。かつて「平昌コレールパス」として期間限定で販売されていた類似の商品についてもこの項で併記する。

## 概要
韓国鉄道公社の前身となる韓国鉄道庁が、1999年末に米国の旅行者向けに販売を開始したのが創始である。2000年には、日本人観光客対象にも販売されるようになった。また当初は手書き券であったが、KTX（韓国高速鉄道）開業の時期にあわせるように、自動改札機に通せるよう磁気券化された。
当初は3日間、5日間、7日間、10日間用の4種類であったが、2011年2月の価格改正の際に1日間用が追加され5種類となった。
その後、2018年10月の改定で1日用、7日用が廃止され、現在は2～5日間用が販売されている。
2017年8月1日に商品のリニューアルが行われ、それまで韓国居住者、非居住者ごとに分かれていた商品を統合。また、オンラインで直接本券が発券できるようになり、韓国入国後に仁川国際空港や韓国内の鉄道駅で本券に交換する必要が無くなった。同時に事前に座席指定ができるようになった。
2018年改定により、事前の座席指定はそのままだが1日2列車までの指定可能になり、それ以上の列車を利用する際は窓口で乗車する列車用の立席乗車券を発行してもらうことで乗車が可能である。もちろん立席券でも予約者が乗ってくるまで、もしくは空席であれば座席には座れる。
購入できるのは、以下の者である。
- 韓国籍を有する者のうち、PR旅券所持者、外国永住権所持者、及び6ヶ月以上の外国滞在ビザ所持者
- 外国人（滞在資格制限なし）

### 購入法

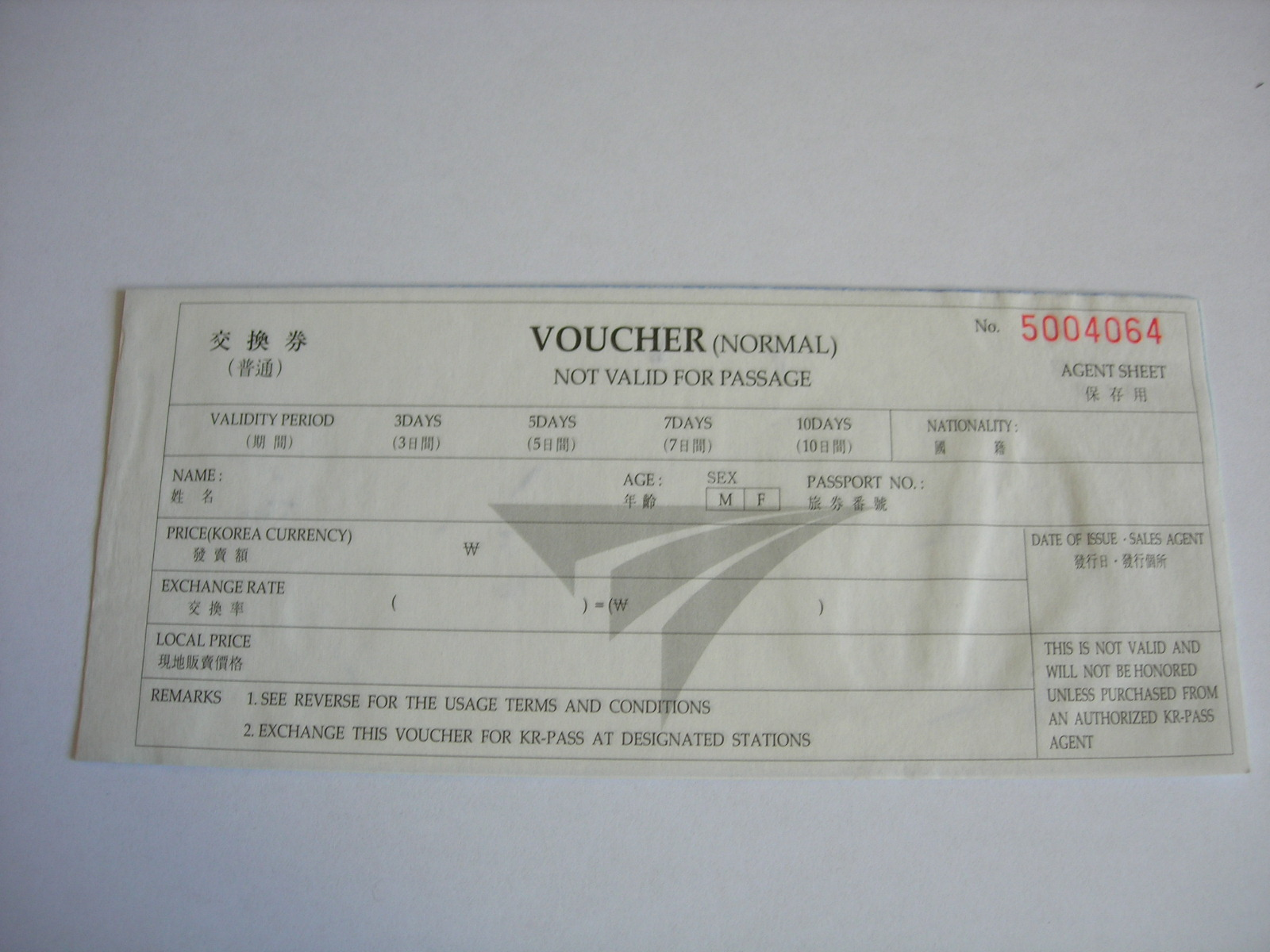
KRパス交換券（旧券）

韓国鉄道公社の購入ページで直接本券が発券可能なほか、ソウル・永登浦・大田・東大邱・釜山・慶州・光州などといった主要駅の旅行センターや、指定旅行会社で購入が可能。また、オンラインで本券を購入した場合、同時に座席指定も可能。
2017年8月1日以前は、韓国国内では原則として販売しなかったほか、事前に海外の旅行会社で交換券（バウチャー）を購入するか、韓国鉄道公社の購入ページから引換券を直接購入して表示される「Eチケット」を印刷した後、韓国入国後に本券と交換する必要があった。
日本国内の旅行会社では、JR九州旅行、STAトラベル、マックスビスタトラベル（欧州エキスプレス）他、多くの大手旅行会社が取り扱う。
使用開始日の60日前から販売する。払い戻しは発行から半年以内ならば、15%の手数料を差し引くことで可。
2018年10月からユースパスの廃止、1日用、7日用が廃止され、座席指定も一日2列車まで（それ以上は立ち席乗車）と改定されている。
有効日数では、2日～5日間4種類がある。また、券の種類には以下のようなものがある。
- ノーマルパス(Normal Pass) - 大人用と子供用（大人用のほぼ半額）がある。
- セイバーパス(Saver Pass) - 同一行程を取る2 - 5人のグループを対象に販売。子供用はない。
- フレキシブルパス(Flexible Pass) - 利用開始日から10日間のうち、任意の2日間又は4日間利用可能。

各券の代金は以下の通り（2019年2月現在の一人あたり。なお日本での販売価格は、大韓民国ウォンとの為替レートの変動により、値段が変更される場合がある。詳細は日本販売代理店に問い合わせ）。
| 券種         | 区分     | 3日間         | 5日間         |
| ------------ | -------- | ------------- | ------------- |
| ノーマルパス | 大人     | 138,000ウォン | 210,000ウォン |
| ノーマルパス | 子供     | 69,000ウォン  | 105,000ウォン |
| セイバーパス | 区分なし | 128,000ウォン | 200,000ウォン |

| 券種                       | 区分     | 2日間         | 4日間         |
| -------------------------- | -------- | ------------- | ------------- |
| フレキシブルパス           | 大人     | 121,000ウォン | 193,000ウォン |
| フレキシブルパス           | 子供     | 61,000ウォン  | 97,000ウォン  |
| フレキシブル・セイバーパス | 区分なし | 111,000ウォン | 183,000ウォン |

### 使用可能な路線及び特典
- 広域電鉄・首都圏電鉄、団体列車、SRTを除くKORAIL全線(ITX-青春含む)の一般室指定席、観光列車（O-train・V-train・A-train・S-train・G-train・DMZ-train）が乗車可（事前に座席指定券の発行を受ける。座席指定券の発券枚数は1人1日2枚まで[1]）
  - 年末年始、旧正月、秋夕、夏休みはKTX・ITX-セマウル・ムグンファ号の指定席は利用できない（立席は可）。
- 特室は一般室料金との差の半額で使用可
- 提携するホテルが割引
- ウリィ銀行で両替時、優待レート適用（米ドルと日本円に限る）
- ソウルシティツアーバス乗車券購入時、15パーセント割引
- その他、特定観光施設が割引

### 航路とのセット商品
博多港 - 釜山港間の高速船「ビートル」を運航するJR九州高速船（2006年4月からは未来高速「コビー」と共同運航化）では、それぞれ「コリアレール&ビートルパス」として、航路の往復運賃とコリアレールパスをセットにした商品を販売している。各商品の種類と料金は以下の通り（2006年4月現在）。
なお博多港 - 釜山港間の運賃は、両社とも通常期片道13,000円（子供半額）、往復24,000円（子供料金は未来高速のみ設定で半額）、平日割引だと20,000円（両社とも大人のみ設定）である。
JR九州高速船「コリアレール&ビートルパス」
| 券種         | 区分 | 5日間    | 7日間    |
| ------------ | ---- | -------- | -------- |
| ノーマルパス | 大人 | 28,000円 | 31,000円 |
| ノーマルパス | 子供 | 14,000円 | 15,500円 |

販売は博多港国際ターミナル内ビートルカウンターで行っており、オンラインでは販売していない。また、韓国内鉄道の座席指定は韓国国内の駅で行う必要がある。

### 注意点
また、KTXと同じ線路を使用するSRTも運営会社が異なるためパス使用は出来ない。
2018年平昌オリンピック・パラリンピックの期間中（2018年2月1日 - 3月25日）は、KTX京江線（現：江陵線）は対象外であり、別途販売される平昌コレールパスが必要だった。

## 平昌コレールパス
平昌コレールパス（ピョンチャン コレールパス）は、韓国鉄道公社の外国人専用鉄道パス。2018年平昌オリンピックおよび平昌パラリンピックの期間中のみ利用可能。両大会期間中（2018年2月1日～3月25日）、KTX京江線が利用できる唯一の外国人専用鉄道パスである（通常のコレールパスでは利用不可）。

### 概要
- 販売期間は2018年1月31日まで
- 2018年2月1日～3月25日の間の5日間または7日間のみ有効
- 乗車日の30日前から利用する列車と時間を選択、座席指定、乗車券印刷
- 2018年2月1日～2018年2月28日の期間、「ソウル－江陵」のKTX京江線路線に限り、乗車日の2ヶ月前から座席指定が可能
- 2017年8月1日以降に入国、または入国予定の外国人に限り利用可能[3]
- 使用開始日までは1回に限り使用開始日を変更可能
- 平昌コレールパス本券としても使用可能な、記念のプリペイド式交通系ICカード（Rail+カード）つき
- 予約購入特典（2017年10月10日～2018年1月10日の期間に購入）として5,000ウォンチャージつき
- 予約購入特典としてソウル、釜山、慶州、仁川、済州、大邱の6都市で使用できるシティツアーの無料クーポンつき
- 予約購入特典として空港鉄道手荷物保管および配送サービス10％割引
- 予約購入特典として免税店、ホテル、博物館などの提携サービス割引
- 2018年2月15日から18日は韓国のソルラル（旧正月）連休にあたるため混雑が予想される。